# Sytuacja prawna i społeczna osób LGBT w Wielkiej Brytanii

Tęczowa flaga – symbol społeczności LGBT

## Prawo wobec kontaktów homoseksualnych

### Sodomy law
Sodomy law to prawo zakazujące kontaktów seksualnych między osobami tej samej płci. Niegdyś Zjednoczone Królestwo Wielkiej Brytanii i Irlandii władało 1/4 kuli ziemskiej. W czasach panowania Anglików na tych ziemiach homoseksualizm był prawnie zabroniony i jeszcze na początku lat 60. XIX w. groziła za niego kara śmierci. Później zamieniono ją na dożywotnie pozbawienie wolności. Prawo to obowiązywało również na ziemiach rządzonych przez Królestwo.
Po upadku epoki kolonialnej, w nowo powstałych państwach (na terytoriach którymi władało Królestwo) – brytyjskie „sodomy law” pozostało w kodeksach karnych jako relikt postkolonialny. Do dziś w większości krajów, w których homoseksualizm jest prawnie zabroniony (78 państw według raportu ILGA 2006 - dane co do ich liczby są sprzeczne), jego karalność jest pozostałością po brytyjskim panowaniu. Używanie tego prawa różniło się jednak w zależności od krajów. Niektóre niemal nigdy tego prawa nie używały, inne zaś czasami. Niekiedy prawo to ulegało zmianom (np. w Malezji zmniejszono karę z dożywotniego pozbawienia wolności do 20 lat). Sam homoseksualizm był definiowany jako „akt sprzeczny z naturą” a prawo to dotyczyło wyłącznie homoseksualizmu męskiego. Lesbijki nie były uwzględniane przez prawo. Tak więc w wielu krajach, w dalszym ciągu karzących homoseksualizm - artykuły kodeksu karnego, czy też „aktów o przestępstwach seksualnych” - ujmują jego karalność w podobny sposób.

### Ogólnokrajowe
Jeszcze na początku lat 60. XIX wieku za aktywność homoseksualną groziła w Wielkiej Brytanii śmierć. Dzisiaj jest to jedno z państw, gdzie mniejszości seksualne są najbardziej wyemancypowane. Ostatecznie kontakty homoseksualne zostały zalegalizowane w Anglii i Walii w 1967 (Sexual Offences Act 1967), w Szkocji w 1980, a w Irlandii Północnej w 1982 roku (była to decyzja Europejskiego Trybunału Praw Człowieka). „Publiczna manifestacja” orientacji homoseksualnej nadal pozostawała jednak zabroniona w całej Wielkiej Brytanii, zakaz ten zniesiono w 2000 roku. Wiek osób legalnie dopuszczających się kontaktów homo- i heteroseksualnych zrównano ze sobą w 2001 roku, wynosi on 16 lat w Anglii, Walii oraz w Szkocji, natomiast w Irlandii Północnej 17 lat. Od 2001 roku geje nie są wykluczeni ze służby wojskowej z powodu swojej orientacji seksualnej. Obecnie w brytyjskim prawie nie ma żadnych przepisów bezpośrednio dyskryminujących mniejszości seksualne.

### Terytoria autonomiczne
Legalizacja kontaktów homoseksualnych: Wyspa Man w 1992, Wyspy Normandzkie – Guernsey w 1983 i Jersey 1990 roku. Wiek osób legalnie dopuszczających się kontaktów homo- i heteroseksualnych jest nierówny i wynosi: Wyspa Man (21 lat - dla stosunków homoseksualnych między mężczyznami, i tylko stosunków analnych między heteroseksualistami, pozostałe akty seksualne dozwolone są od 16 lat), Guernsey (18 lat - dla stosunków homoseksualnych między mężczyznami, stosunki analne między heteroseksualistami są całkowicie zabronione, pozostałe akty seksualne dozwolone są od 16 lat), Jersey (21 lat - dla stosunków analnych między mężczyznami, stosunki analne między heteroseksualistami są całkowicie zabronione, pozostałe akty seksualne dozwolone są od 16 lat).

### Terytoria zależne
Legalizacja kontaktów homoseksualnych: Anguilla, Brytyjskie Wyspy Dziewicze, Kajmany, Montserrat, oraz Turks i Caicos w 2001 (dopiero pod naciskiem Wielkiej Brytanii zalegalizowano w prywatności stosunki homoseksualne). Wiek osób legalnie dopuszczających się kontaktów homo- i heteroseksualnych jest równy z wyjątkiem Anguilli.
Kontakty homoseksualne są legalne także na następujących terytoriach zależnych: Gibraltar, Bermudy (od 1994 roku), Falklandy, Św. Helena, Brytyjskie Terytorium Oceanu Indyjskiego i Pitcairn.
Wiek osób legalnie dopuszczających się kontaktów homo- i heteroseksualnych jest nierówny na Bermudach, Falklandach (16 lat hetero- i lesbijki, 18 lat geje) i w Gibraltarze (16 lat hetero- i lesbijki, 18 lat geje).

## Ochrona prawna przed dyskryminacją

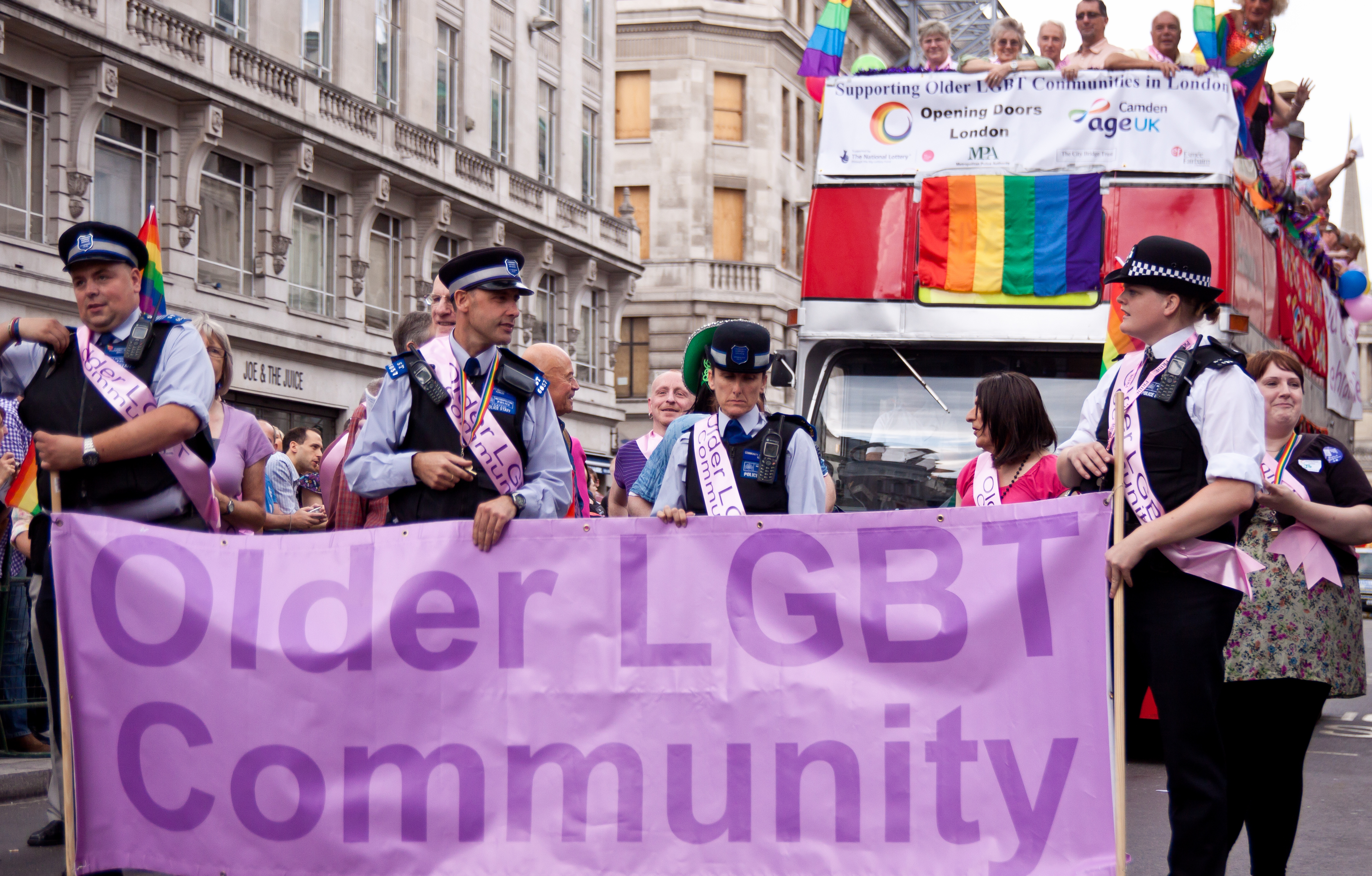
Policja podczas parady równości w Londynie 2011 rok

### Ogólnokrajowa
Brytyjskie prawo gwarantuje ogólny zakaz dyskryminacji przez wzgląd na orientację seksualną. Został on zawarty w Akcie o Równości i obejmuje różne dziedziny życia. Przepisy te obowiązują w kraju od 2005 roku.
Podobny zakaz został również zawarty w kodeksie pracy w 2003 roku.

### Terytoria zależne
Brytyjskie prawo, które gwarantuje ogólny zakaz dyskryminacji przez wzgląd na orientację seksualną, obowiązuje również na Brytyjskich Wyspach Dziewiczych, Kajmanach, Montserrat oraz Turks i Caicos.

### Azyl
Brytyjskie przepisy przyznają homoseksualistom prawo do ubiegania się o azyl polityczny z powodu prześladowań przez wzgląd na orientacje seksualną we własnym kraju. Prawo to jest często przyznawane.

## Uznanie związków osób tej samej płci

### Konkubinaty
W 1996 roku Wielka Brytania zalegalizowała konkubinaty par zarówno tej samej i przeciwnej płci. Przyznają one tylko kilka podstawowych praw z tych, jakie mają małżeństwa.
Szkocja w 2001 roku zalegalizowała konkubinaty par tej samej i przeciwnej płci. Przyznają one część praw z tych jakie mają małżeństwa.

### Związki partnerskie
W 2005 roku w Wielkiej Brytanii zalegalizowano związki partnerskie par tej samej płci. Dają one większość praw z tych, jakie mają małżeństwa heteroseksualne. W 2002/2005 roku Wielka Brytania umożliwiła parom tej samej płci nieograniczone prawo do adopcji dzieci. Prawo to obowiązuje tylko w Anglii i Walii, Szkocji i Irlandii Północnej.
W pierwszy dzień od wejścia w życie ustawy swój związek zalegalizowało ok. 700 par homoseksualnych w tym Elton John i jego wieloletni partner David Furnish. Według statystyk, do września 2006 roku 15.672 par homoseksualnych zarejestrowało swój związek. Najwięcej w Anglii – 14.100 związków, w Szkocji – 942, w Walii – 537 i w Irlandii Północnej – 109.

### Małżeństwa osób tej samej płci
Od 29 marca 2014 roku osoby tej samej płci mogą w Wielkiej Brytanii zawierać małżeństwo, od 4 lutego 2014 roku także w Szkocji, a od 13 stycznia 2020 roku również w Irlandii Północnej.

## Życie osób LGBT w kraju
Brytyjczycy należą do społeczeństw bardzo tolerancyjnych wobec osób homoseksualnych.
| Poparcie Brytyjczyków wobec       | za | przeciw |
| --------------------------------- | -- | ------- |
| małżeństw homoseksualnych (2008)  | 55 |         |
| małżeństw homoseksualnych (2003)  | 47 | 45      |
| małżeństw homoseksualnych (2006)  | 46 |         |
| adopcji dzieci (2003)             | 35 | 60      |
| adopcji dzieci (2006)             | 33 |         |
| akceptacji homoseksualizmu (2002) | 74 | 22      |

W Wielkiej Brytanii istnieje duża scena gejowska, jej centrum jest Londyn. Miasto to dysponuje ponad 150 (najprawdopodobniej najwięcej na świecie) lokalami (puby, bary, dyskoteki, sauny, hotele, restauracje itp.) gejowskimi i przyjaznych gejom, tzw. gay-friendly. Również liczną, ale znacznie mniejszą sceną dysponują Brighton, Birmingham, czy Manchester. Ponadto w każdym dużym (ponad 100 tys. mieszk.) mieście i w większości mniejszych istnieje przynajmniej jeden lokal w którym geje i lesbijki mogą czuć się w miarę swobodnie.
Według spisu powszechnego z 2001 roku w Wielkiej Brytanii istnieje ok. 43 000 par homoseksualnych, z czego połowa w samym Londynie.
Wydawane są tu publikacje, działają liczne organizacje o zasięgu międzynarodowym i regionalnym zajmujące się niesieniem pomocy przedstawicielom LGBT na całym świecie. Każdego roku ulicami wielu brytyjskich miast maszerują parady mniejszości seksualnych (gay pride parade). Najliczniejszą tego typu manifestacją była parada w Londynie z 2005 roku. Zgromadziła ona 300,000 uczestników. W kraju funkcjonują również trzy kanały telewizyjne o tematyce homoseksualnej.
Kościół anglikański jest jednym z najbardziej otwartych kościołów na świecie wobec par homoseksualnych. Od 2002 roku rozpoczął udzielanie błogosławieństw (nie małżeństw) parom homoseksualnym. Obecnie w Kościele tym ma miejsce spór na temat podejścia do spraw homoseksualizmu.

### Terytoria zależne
Społeczność zamieszkująca terytoria zależne, w przeciwieństwie do Brytyjczyków, jest wrogo nastawiona wobec homoseksualistów. Dowodzi tego choćby fakt protestów przeciwko legalizacji aktów homoseksualnych na Kajmanach. Terytoria zależne nie dysponują żadnymi lokalami gejowskimi. Gejowska scena ogranicza się głównie do hoteli przyjaznych gejom, nastawionym na turystów z Europy i Ameryki Północnej, jednak nie wszystkim mieszkańcom Brytyjskich Antyli podobają się te wizyty. W sąsiednich krajach nawet zawracano statki z homoseksualnymi turystami na pokładzie, nie pozwalając im na zejście na ląd.